# María de Jesús Aguirre Maldonado
María de Jesús Aguirre Maldonado (Valle Hermoso, Tamaulipas, 25 de diciembre de 1961) es una política mexicana, miembro del Partido Revolucionario Institucional (PRI), ha sido en tres ocasiones, diputada federal, la última desde el 1 de septiembre de 2021.

## Reseña biográfica
María de Jesús Aguirre Maldonado es licenciada en Derecho y Ciencias Jurídicas egresada de la Universidad Autónoma de Nuevo León, institución en la que ha ejercido como docente, y en la cual también cursó una maestría en Ciencias Penales; además de otros cursos y diplomados en diversos temas jurídicos y penales.
Inició su actividad profesional en 1980 como meritoria en Juzgados y agencias del ministerio público, de 1981 a 1983 fue escribiente en agencias auxiliares de la Procuraduría General de Justicia (PGJ) de Nuevo León y de 1988 a 1992 fue delegada del ministerio público en la Subprocuraduría Jurídica Consultiva de la PGJ; de 1992 a 1996 fue agente del ministerio público y de 1996 a 1997 fue directora de defensoría de oficio de la Secretaría general de gobierno de Nuevo León.
En 2003 fue electa por primera ocasión diputada federal en representación del Distrito 8 de Nuevo León a la LIX Legislatura que concluyó en 2006, y en la que ocupó los cargos de secretaria de la Mesa Directiva; presidenta del Comité del Centro de Estudios de las Mujeres y la Equidad de Género; secretaria de la Comisión Especial de la Niñez, Adolescencia y Familias; e integrante de las comisiones de Justicia y Derechos Humanos, Seguridad Pública y de la Subcomisión de Examen Previo.
De 2006 a 2009 fue titular e la secretaría de Bienestar Social y Desarrollo Comunitario en el municipio de Guadalupe, Nuevo León, en el ayuntamiento encabezado por Cristina Díaz Salazar; y al término de dicho cargo, en 2009, fue por segunda vez electa diputada federal por el mismo distrito 8 de Nuevo León, en esta ocasión a la LXI Legislatura y en la que nuevamente ocupó la secretaría de la Mesa Directiva; y fue secretaria de las comisiones de Presupuesto y Cuenta Pública, y de Seguridad Pública; e integrante en diversos momentos, de las comisiones; Especial de Análisis de Políticas de Creación de Nuevos Empleos; Especial para Conocer y dar Seguimiento Puntual y Exhaustivo a las Acciones que han Emprendido las Autoridades Competentes en Relación a los Feminicidios Registrados en México; de Justicia; de Puntos Constitucionales; y de Seguridad Social.
En 2021 fue electa por tercera ocasión diputada por el distrito 8 federal, ejerciendo en la LXV Legislatura que culminará en 2024; en la Cámara de Diputados ocupa los cargos de presidenta de la comisión de Desarrollo y Conservación Rural, Agrícola y Autosuficiencia Alimentaria; e integrante de las de Seguridad Ciudadana, y de Seguridad Social.